# 小靈貓
小灵猫（Viverricula indica），又名香狸、七間狸、麝香貓。目前被認為有十個亞種。种名indica意为印度的。

## 特征
小灵猫体型似大灵猫，但是较小，长约48-58厘米，尾长33-41厘米；全身灰黄或浅棕色，背部有棕褐色条纹，体侧有黑褐色斑点，颈部有黑褐色横行斑纹，尾部有黑棕相间的环纹。

## 分布和習性
小灵猫是生活在東南亞及南亞的一種麝貓，主要分布於臺灣、中國南方、越南、泰國、寮國、柬埔寨等地。小靈猫多棲息在低山的森林、闊葉林等，除了會吃老鼠、昆蟲、青蛙、鳥類外，偶爾也會吃水果。這個物種多在晚上或清晨活動，白天則躲在樹洞或石洞中休息。

## 分佈及生境
小靈貓分佈於中國南部和中部地區、香港、印度、寮國、緬甸、泰國、越南、柬埔寨和斯里蘭卡。曾有記錄於尼泊爾、不丹、孟加拉、馬來半島、爪哇以及巴厘島，但近年未有再作搜索以取得最近的記錄。目前在新加坡的狀況還不清楚。小靈貓已被引入到馬達加斯加。
小灵猫主要棲息於落葉闊葉林、針闊葉混合林、竹林、叢林、草原和河流等區域。

### 亞種分佈
- 喜马拉雅亚种 V. i. baptistae (Pocock, 1933) - 分佈於不丹和上孟加拉以及阿薩姆。
- V. i. bengalensis (Gray and Hardwicke, 1832)  - 分佈於印度北部，恒河平原南部，加爾各答至古吉拉特邦，並可能分佈於信德省
- V. i. deserti (Bonhote, 1898)  - 分佈於拉傑普塔納
- 指名亞種V. i. indica (Geoffroy Saint-Hilaire, 1803) - 分佈在印度南部從西至東高止山脈，最北至吉爾卡湖東岸
- 海南亚种 V. i. malaccensis
- V. i. mayori (Pocock, 1933) - 分佈於斯里蘭卡
- V. i. muriavensis (Sody, 1931) - 分佈於爪哇島和巴厘島
- 华东亚种 V. i. pallida (Gray, 1831)  - 分佈於中國大陸和台灣南部
- 台湾亚种 V. i. taivana
- 印支亚种 V. i. thai (Kloss, 1919) - 分佈於泰國，印度支那，緬甸以及泰國
- V. i. wellsi (Pocock, 1933) - 分佈於坎格拉縣，Kumaun以及 United Provinces

## 外部連結
- Pensacola Junior College